# Citromsárga nedűgomba
A citromsárga nedűgomba (Gloioxanthomyces vitellinus) a csiperkealkatúak rendjébe tartozó, Európában és Észak-Amerikában honos, réteken, mohás gyepekben élő, nem ehető gombafaj.

## Megjelenése
A citromsárga nedűgomba kalapja 1-2 (3) cm széles, alakja eleinte domború, majd bemélyedő, idősen tölcséres. Színe élénksárga, krómsárga vagy narancssárga. Felszíne nedvesen síkos, nyálkás. Széle kissé bordázott, többé-kevésbé behajló, színe halványabb.
Húsa halványsárga, törékeny, vizenyős. Szaga kellemes, íze nem jellegzetes.
Ritkás lemezei szélesen tönkhöz nőttek vagy kissé lefutó; sok a féllemez. Színük fiatalon halványsárga, később sárga, narancssárga.  
Tönkje max. 5 cm magas és max. 0,5 cm vastag.Alakja nagyjából egyenletesen vastag vagy lefelé kissé vékonyodó, belül üregesedő. Színe élénksárga, aranysárga vagy halványnarancs. Felszíne sima. 
Spórapora fehér. Spórájának mérete 9-12 x 6,5-8 µm.

### Hasonló fajok
A viaszsárga nedűgomba, a nyálkás nedűgomba, az enyvestönkű nedűgomba, a zöldessárga nedűgomba hasonlít rá. 

## Elterjedése és termőhelye
Európában és Észak-Amerikában honos.
Réteken, legelőkön, parkokban, gyepekben, kertekben, mohás helyeken található meg. Nyáron és ősszel terem.

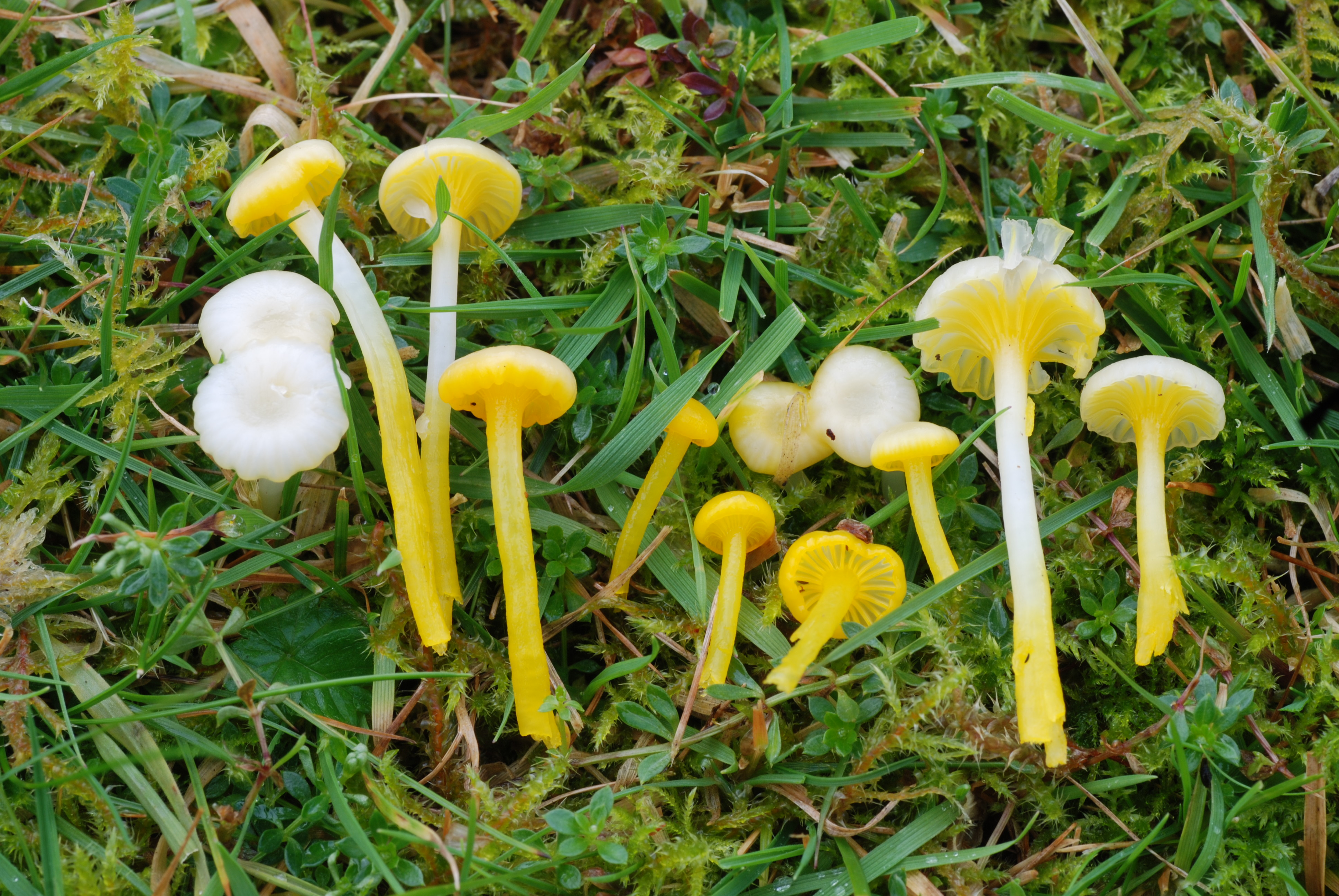
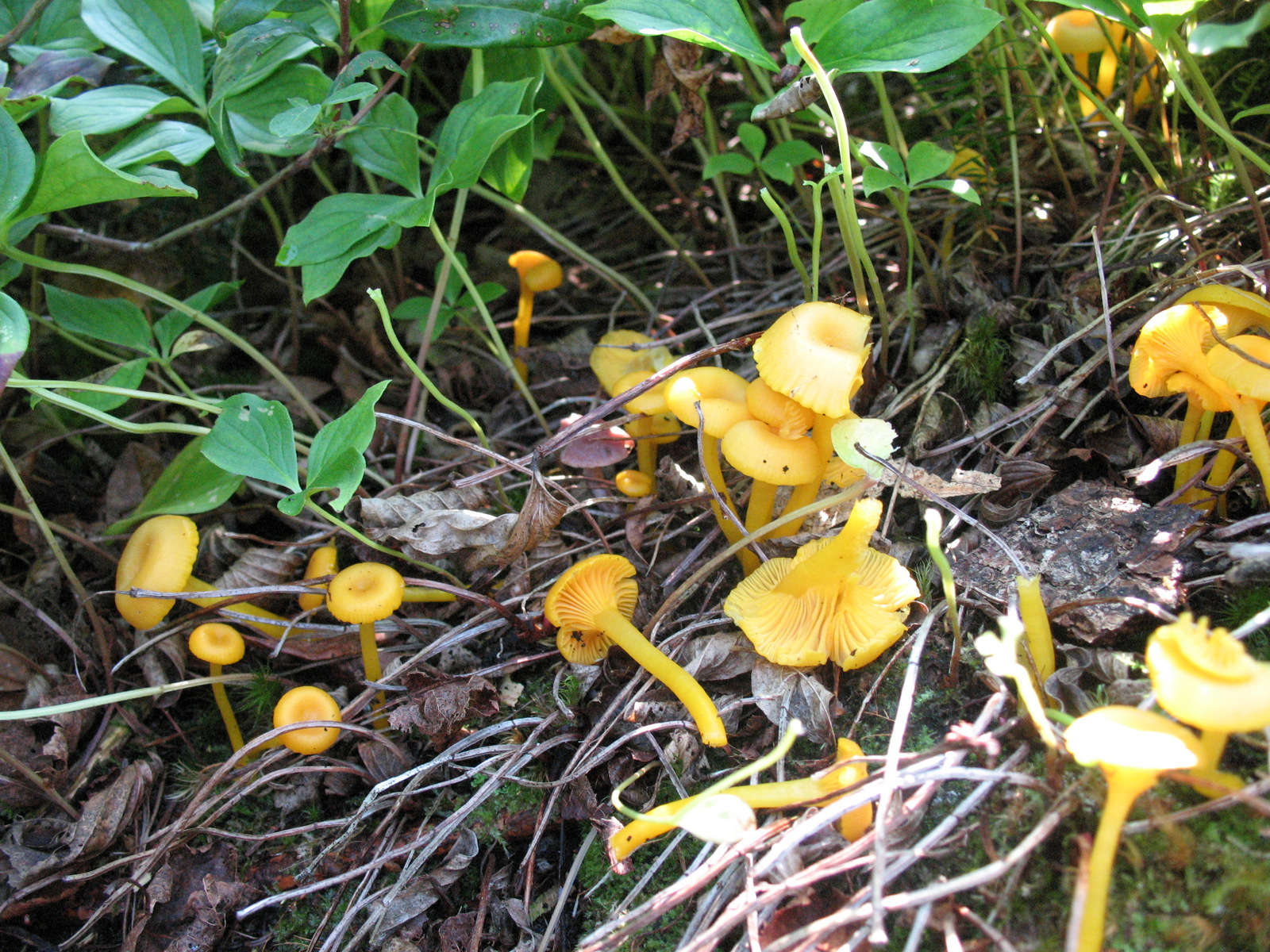
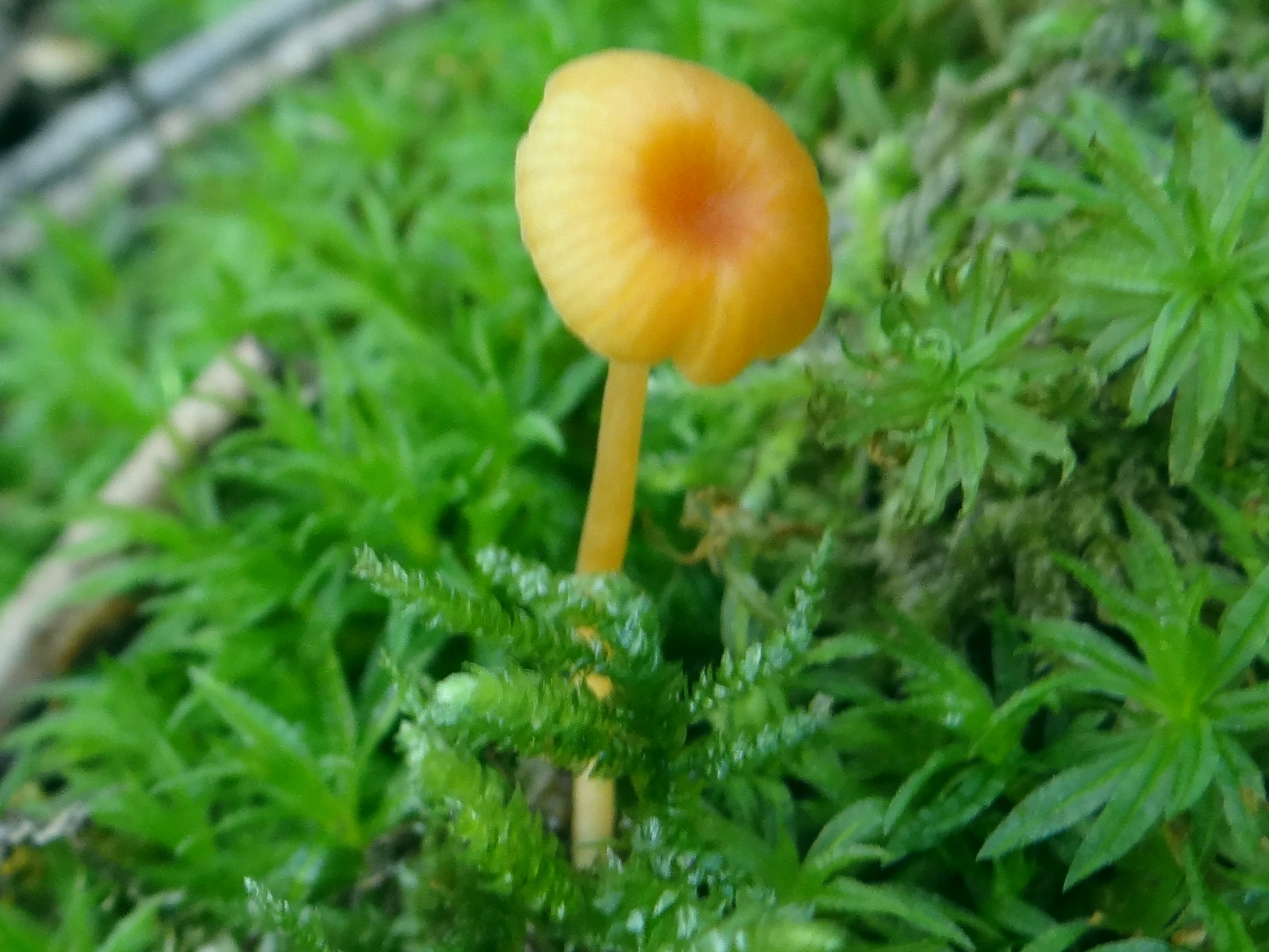
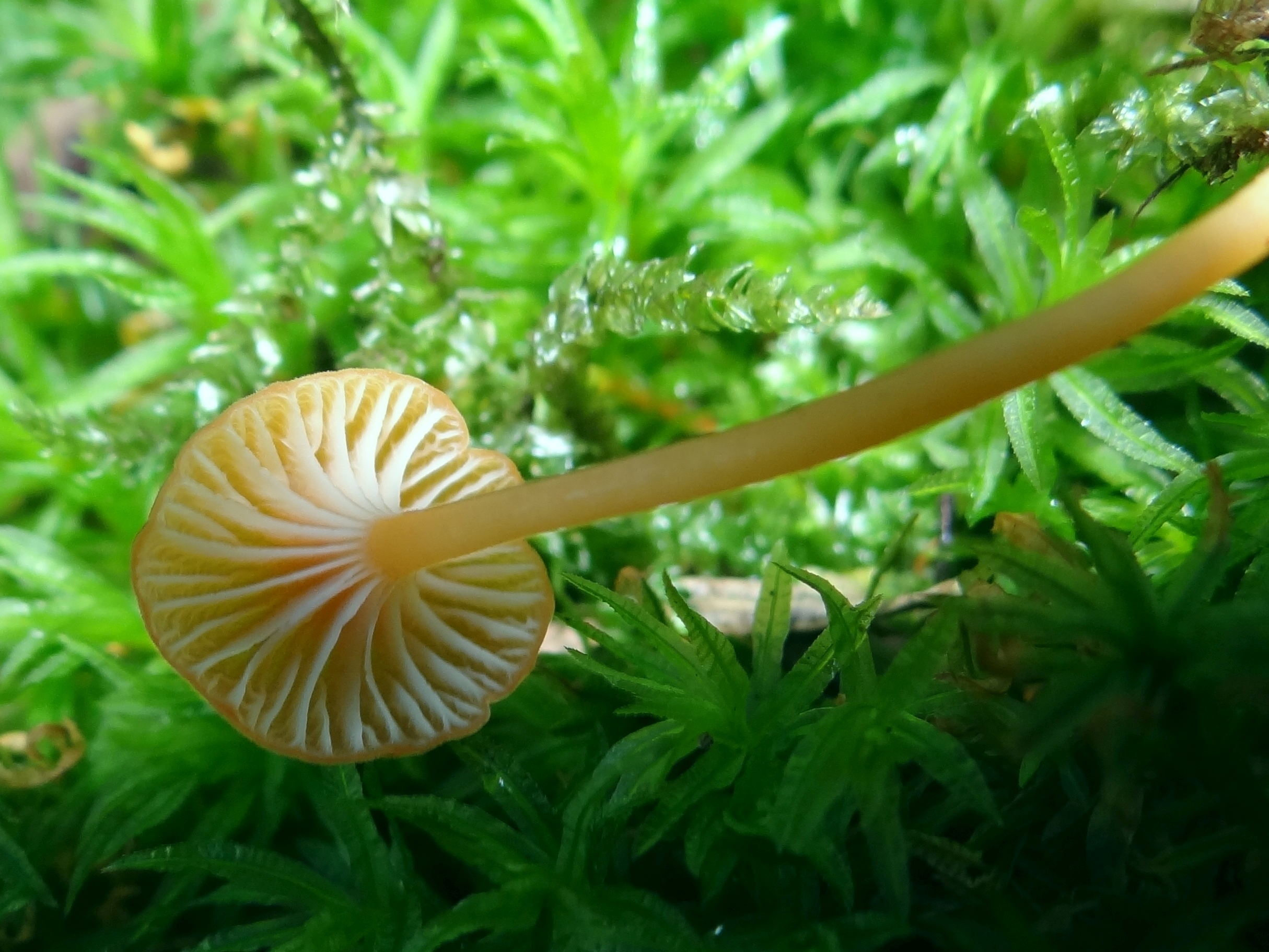

Nem ehető.